# Carl Friedrich von Rumohr
Carl Friedrich von Rumohr (6 janvier 1785 à Reinhardtsgrimma - 25 juillet 1843) est un historien de l'art, écrivain, dessinateur, peintre, historien agricole, connaisseur des arts culinaires, collectionneur d'art et mécène saxon

## Biographie

### Jeunesse et études
Carl Friedrich von Rumohr est né dans une ancienne famille noble et a grandi dans les domaines familiaux de Holstein près de Lübeck. Il est allé à l' Université de Göttingen (1802-1804) où il a étudié la philologie classique avec Christian Gottlob Heine, l'histoire (Arnold Hermann Ludwig Heeren) et les mathématiques (Bernhard Friedrich Thibaut (de)). Il prend également des cours de dessin avec Johann Dominicus Fiorillo, qui l'initie également à l'histoire de l'art et à la lecture critique de Vasari. À l'université, il entre en contact avec le mouvement romantique autour de Ludwig Tieck et se convertit en 1804 au catholicisme avec les frères Riepenhausen.

### Premiers voyage en Italie et suite de la formation
Héritant d'une grande fortune après la mort de son père, il part avec Tieck et les frères Riepenhausen en voyage d'étude à Rome (1805-1806) où il rencontre le groupe d'artistes allemands qui y vivaient et y travaillaient et acquiert les bases de son expertise des arts classiques. Lors de son voyage de retour, il est introduit à Francfort dans le cercle autour de Clemens Brentano. 
Il passe les années suivantes dans ses domaines en Holstein tout en voyageant beaucoup et en rencontrant de nombreuses personnalités de l'élite culturelle allemande de son temps. Son contact, dans les années 1806-1807, à Munich, avec la Naturphilosophie de Friedrich Wilhelm Joseph von Schelling a été important pour le développement de sa pensée. Il entreprend des études à l' Académie des Beaux-Arts de Munich et se lie d'amitié avec le fils du réalisateur, Johann Peter von Langer. Il apporte sa première contribution importante à l'histoire de l'art avec la publication en 1812 de: Über die antike Gruppe Castor und Pollux. 

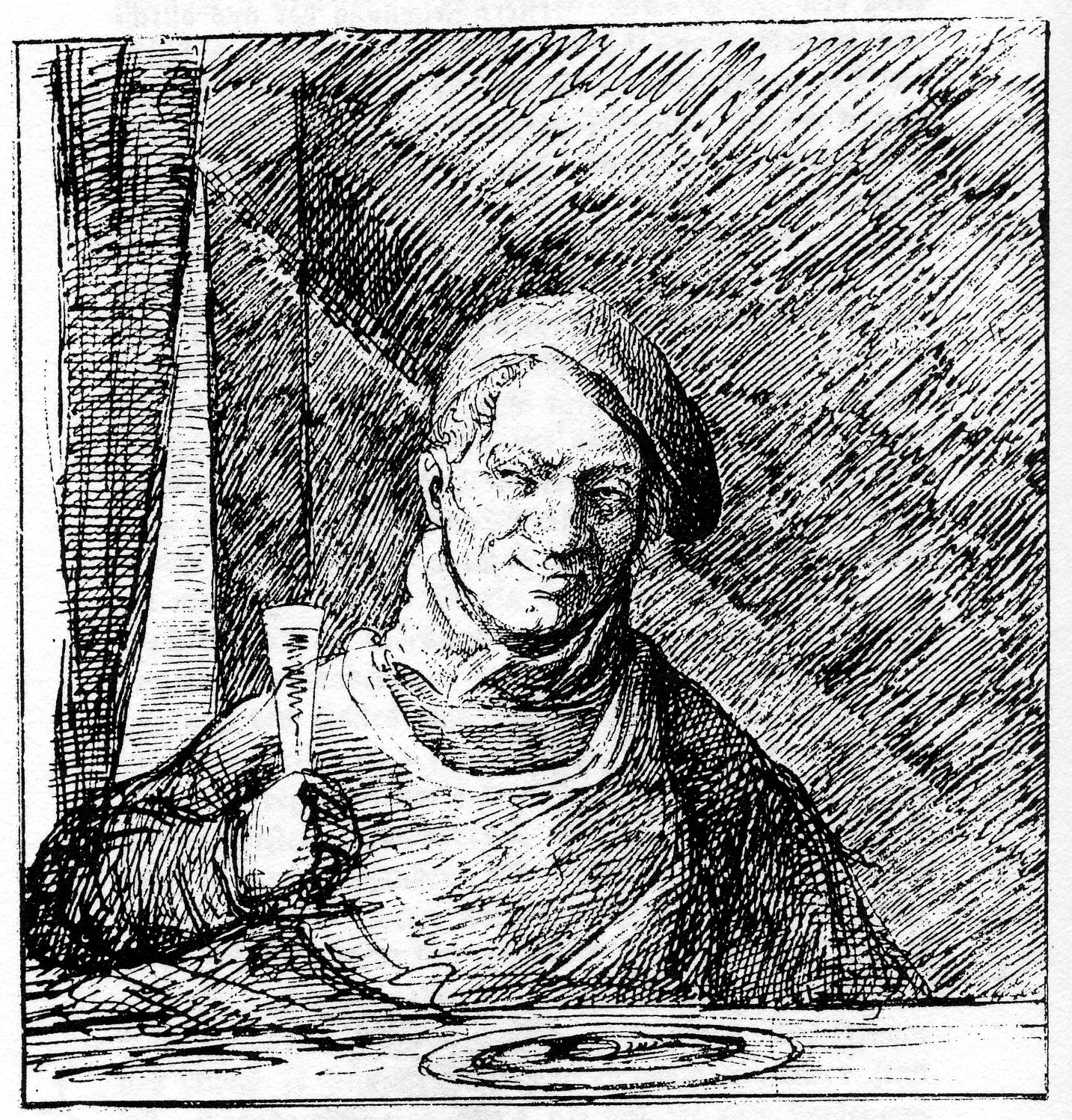
V. Rumohr: dessin pour Geist der Kochkunst (1822)

Son deuxième voyage en Italie (1816-1821), avec le peintre Franz Horny, a conduit Rumohr à Florence et Sienne pour des études d'archives historiques de l'art et en 1817 à Rome, où il permit à Horny d'étudier avec Joseph Anton Koch. Il rencontre les peintres allemands du mouvement nazaréen qui vivaient et travaillaient à Rome depuis 1810 et devient un mécène important, les soutenant par des publications et des achats jusqu'à ce qu'il rompe avec les jeunes artistes autour de Johann David Passavant et Julius Schnorr. Il sert de guide au futur roi danois Christian VIII en 1819 et en 1821, puis au prince héritier bavarois Ludwig I. 
En 1822, Rumohr publie sous le nom de son chef personnel un traité sur les arts culinaires, le Geist der Kochkunst von Joseph König., en louant et en défendant la cuisine traditionnelle nationale (pas seulement allemande) et provinciale. C'est son livre qui a obtenu le plus de succès. Récemment, il a été redécouvert et republié. 

### Une position établie dans le monde de la culture germanique et danois
Au cours des années suivantes, Rumohr a été actif en tant que membre honoraire élu de la nouvelle association d'arts de Hambourg et a conseillé et promu de nombreux jeunes artistes hambourgeois, parmi lesquels les frères Otto et Erwin Speckter, Carl Julius Milde, Adolph Friedrich Vollmer et Christian Morgenstern . Étant lui-même un dessinateur habile, il a supervisé la formation artistique du jeune Friedrich Nerly. La relation avec leur mécène beaucoup plus âgé qui avait tendance à imposer ses opinions fortes n'était cependant pas toujours facile. 
De son étude de Vasari, il a tiré son œuvre principale, l'Italienische Forschungen, dont les deux premiers volumes ont été publiés en 1827. Son importance pour l'histoire de l'art en tant que discipline réside dans l' évaluation critique des documents historiques. Wilhelm von Humboldt a jugé le travail "comme le premier pas vers une évaluation plus véridique des objets d'art [dans leur contexte historique]". 
Rumohr et l'historien de l'art Gustav Friedrich Waagen ont participé en tant que conseillers à la planification de la Berliner Gemäldegalerie. Le projet d'une collection publique d'anciens maîtres européens avait été initié par l'archéologue Aloys Hirt (1759-1837) dès 1797 et avait obtenu le soutien de l'architecte Karl Friedrich Schinkel et du roi de Prusse Frédéric-Guillaume III. C'était le premier du genre à avoir été conçu dans une perspective historique de l'art. 
Lors de son troisième voyage en Italie (1828-1829), accompagné de Nerly, Rumohr négocie des achats pour la Berliner Gemäldegalerie, travaille sur un roman et sert de guide au prince héritier de Prusse à Florence et à Sienne. 

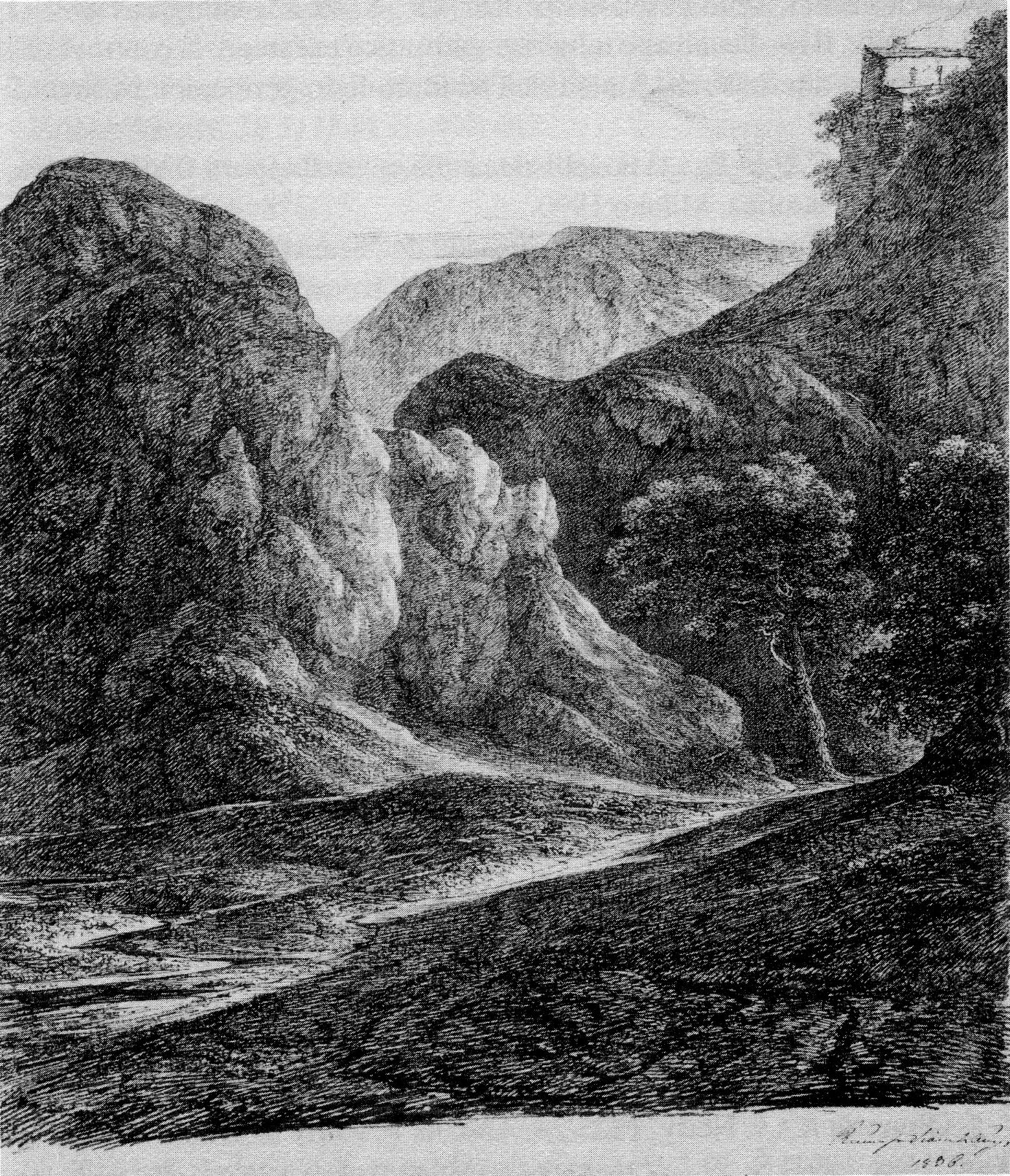
V. Rumohr: paysage montagnard imaginaire (1836)

Dans les années suivantes, Rumohr a travaillé sur des essais et des projets littéraires. Le troisième volume de Italienische Forschungen parait en 1831; une revue critique par Aloys Hirt conduit à la rupture de leur relation et à plusieurs essais polémiques. En 1834, il reste à Copenhague pour cataloguer avec Just Mathias Thiele la collection royale d'imprimés ; il est récompensé du titre de chambellan et devient mécène du jeune peintre danois Lorenz Frølich . 
Au printemps 1837, Rumohr entrepend son quatrième voyage italien qui le conduisit à Milan et en Lombardie pour étudier les systèmes d'irrigation traditionnels. Il a publié ses observations dans: Reise durch die östlichen Bundesstaaten in die Lombardey, avec des recommandations pour leur adoption en Prusse. Lors de ce qui sera son dernier voyage en Italie, en 1841, Rumohr rend visite à son élève Nerly à Venise. De retour à Copenhague, il demande en vain à Christian VIII le poste de gardien de la collection royale d'art; rejetant un poste moindre offert, il a pris sa retraite pour passer ses dernières années dans ses domaines près de Lübeck se consacrant à sa collection d'art.

### Mort
Rumohr est mort en 1843 à Dresde. Il est enterré à Dresde au cimetière interne de Neustadt (de). Christian VIII a fait don de sa pierre tombale, Gottfried Semper l'a conçue. Son tombeau a été détruit pendant la Seconde Guerre mondiale et restauré en 2010.

## Œuvres choisies
- Über die antike Gruppe Castor und Pollux oder von dem Begriffe der Idealität à Kunstwerken. Perthes, Hambourg, 1812 Digitalisat der Ruprecht-Karls-Universität Heidelberg
- Italienische Forschungen . Nicolai'sche Buchhandlung, Berlin und Stettin, Teil 1–3 
  - Erster Theil. 1827 deutschestextarchiv.de
  - Beigabe zum Ersten Bande. 1827 deutschestextarchiv.de
  - Zweyter Theil. 1827 deutschestextarchiv.de
  - Dritter Theil. 1831 deutschestextarchiv.de
- Geist der Kochkunst von Joseph König. Überarbeitet und herausgegeben von CF von Rumohr., 2., verm. u. verbe. Aufl., Stuttgart und Tübingen 1832, site de la SLUB Dresde
- Hans Holbein, der jüngere, in seinem Verhältnisse zum deutschen Formschnittwesen, Anstalt für Kunst und Literatur, Leipzig 1836 Google
- Zur Geschichte und Theorie der Formschneidekunst, Anstalt für Kunst und Literatur (R. Weigel), Leipzig, 1837, site de la SLUB Dresde
- Reise durch die östlichen Bundesstaaten in die Lombardey und zurück über die Schweiz und den oberen Rhein in besonderer Beziehung auf Völkerkunde, Landbau und Staatswirthscharft . Rohden'sche Buchhandlung, Lübeck 1838 SLUB Dresde